# Estadi Ciutat d'Abovian
L'Estadi Ciutat d'Abovian (en armeni Աբովյանի Քաղաքային Մարզադաշտ) és un estadi de la ciutat d'Erevan, Armènia.

## Història
Fou construït entre els anys 1965 i 1966. Fou anomenat Estadi Kotayk fins a l'any 2006. Aquest any fou adquirit per un grup d'empresaris que el remodelaren i li canviaren el nom.
Ha estat la seu dels següents clubs Kotayk Abovian (1966-2006), King Delux (2012), FC Ararat Yerevan (2012-present) i la selecció armènia de rugbi.